# G. Basavankoppa, Kalghatgi
G. Basavankoppa là một làng thuộc tehsil Kalghatgi, huyện Dharwad, bang Karnataka, Ấn Độ.